# Panis Angelicus
Pour les articles homonymes, voir Panis angelicus.
Le Panis Angelicus est en général un motet, et à l'origine, celui de l'élévation dans la messe. De nos jours, il est l'une des trois hymnes liturgiques de l'Office du Saint-Sacrement, avec les O Salutaris Hostia et Tantum Ergo.

## Texte

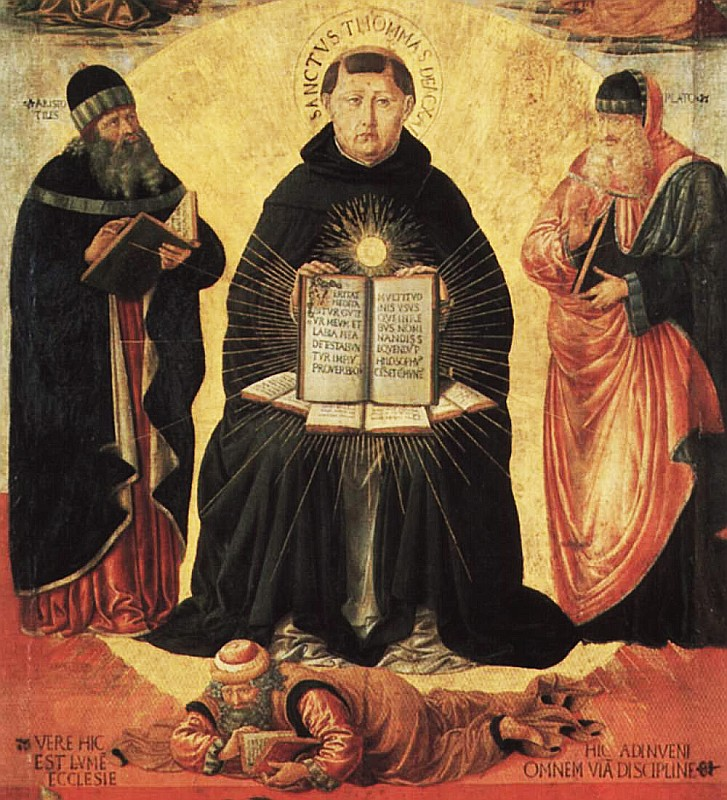
Saint Thomas d'Aquin.

Il s'agit d'un extrait de l'hymne Sacris solemniis composée par saint Thomas d'Aquin († 1274). Cette hymne, réservée à l'office de la nuit (matines), contient des textes de Panis angelicus dans la strophe VI et, en tant que doxologie, de Te trina Deitas unaque dans la VII .  
| Latin | Français |
| --- | --- |
| (VI) Panis angelicus fit panis hominum : Dat panis cœlicus figuris terminum : O res mirabilis ! manducat Dominum Pauper, servus, et humilis. (VII) Te trina Deitas unaque poscimus : Sic nos tu visita, sicut te colimus : Per tuas semitas duc nos quo tendimus, Ad lucem quam inhabitas. Amen. | Le pain des anges Devient le pain des hommes. Le pain du ciel met Un terme aux symboles. Ô chose admirable! Il se nourrit de son Seigneur Le pauvre, le serviteur, le petit. Dieu Trinité Et Un, nous te le demandons, Daigne par ta visite Répondre à nos hommages. Par tes voies, conduis-nous Au but où nous tendons, À la lumière où tu demeures. Ainsi soit-il. |

## Historique

### Origine

#### Exception avant la Contre-Réforme
L'origine du Panis angelicus remonte au concile de Trente. Texte écrit au XIIIe siècle, mais le répertoire de Panis angelicus resta, en conséquence, presque vide durant 300 ans, sauf une exception.    
L'exemple le plus ancien que nous connaissions est un motet de Gaspar van Weerbeke. Il se trouve dans le recueil publié le 10 mai 1503 à Venise, chez l'imprimeur Ottaviano Petrucci . Ce livre de chant se distinguait des chefs-d'œuvre de grands compositeurs tel Josquin des Prés. Musicien méconnu auparavant, or des études récentes de plusieurs chercheurs identifièrent qu'il s'agissait d'un des compositeurs les plus importants dans la deuxième moitié du XVe siècle. De surcroît, il existe plusieurs messes, qui avaient été copiées sans doute dans les années 1480, à la chapelle du Vatican, quand il y était son cantor capellanus (chantre). Manuscrit sûr, mais aucun usage liturgique n'était précisé par l'éditeur . La mélodie de ce Panis angelicus fut par ailleurs adoptée, dans le recueil Laude libro secondo de Petrucci (1508) qui n'était autre qu'une anthologie de paraphrases, pour fournir de nouveaux chants de laudes, avec celles de Verbum caro factum est de Weerbeke ainsi que d'un autre chant,.

#### Après la Contre-Réforme
Une autre composition est celle de João Lourenço Rebelo, écrite plus tard, au XVIIe siècle. S'il semble que le compositeur restât toujours dans son pays, il s'agissait du musicien que soutenait le roi Jean IV de Portugal. D'où, son motet Panis angelicus demeure une œuvre de tour de force, à sept voix. On s'aperçoit, dans cette œuvre, une synthèse entre le siècle d'or du Portugal et la musique florissante de la Contre-Réforme à Rome, qui était représentée par Palestrina. 
Récemment, en 2000, on découvrit le manuscrit Carlo G à Vienne. Ce manuscrit, copié en Italie (Rome ou alentour) entre 1600 et 1620, annonçait l'arrivée de la musique baroque, avec l'ornement de voix très évolué et sophistiqué. Le motet avait été composé par un certain Carlo G. qui reste un compositeur inconnu. Son Panis angelicus est précédé de l'une de seules cinq toccatas instrumentales dans ce manuscrit, qui fonctionnent comme prélude (toccata per il motetto). Cela signifie un usage plus solennel dans la liturgie. Si le motet s'accompagne de l'orgue, dans sa toccata, le violon remplace une de voix, ce qui demeure une nouveauté de cette pièce.       
L'absence d'œuvres durant 300 ans suggère par ailleurs qu'il faut écarter une hypothèse, qui est toutefois souvent diffusée : composition des hymnes pour la Fête-Dieu. Si Thomas d'Aquin avait composé, en faveur du Saint-Sacrement, les textes de Panis angelicus, d'O salutaris et de Tantum ergo, avant XVIIe siècle de nombreux compositeurs auraient donné mélodie à ces textes, qui sont en réalité les extraits de trois hymnes de la liturgie des Heures. Jusqu'à la fin du XVe siècle, il s'agissait en fait de l' Ave verum corpus qui était en usage. À la suite du concile de Trente, la Contre-Réforme fit enrichir le répertoire du Saint-Sacrement, dont le Panis angelicus. 
En ce qui concerne l'œuvre attribuée à Giovanni Pierluigi da Palestrina (motet à 4 voix), un seul témoignage est la partition publiée par Fortunato Santini († 1861). Encore faut-il retrouver un manuscrit ancien, afin de confirmer l'attribution faite par Santini.

### Sous l'Ancien Régime
Les quatre motets Panis angelicus, qui furent composés par Henry Du Mont à la cour de Louis XIV, possèdent une importance dans l'histoire de la musique liturgique en France. Il s'agissait tant du modèle pour la composition du motet qui était accompagné de basse continue que de petit motet, chanté lors de la messe en semaine en présence de Louis XIV.   
La pratique des motets à la chapelle royale était détaillée par Pierre Perrin dans son Cantica pro Cappella Regis (1665) : « Pour la longueur des cantiques, comme ils sont composés pour la messe du roi, où l'on chante d'ordinaire trois, un grand, un petit pour l'élévation et un Domine salvum fac regem... Ceux de l'élévation sont plus petits, et peuvent tenir jusqu'à la post-communion, que commence Domine ».
Quoique, sous le règne de Louis XIV et de Louis XV, la composition de motet Panis angelicus ne fût pas florissante, on compte toujours de grands compositeurs de l'époque : Marc-Antoine Charpentier (H.243), Michel-Richard de Lalande, Charles-Hubert Gervais et Louis-Nicolas Clérambault. À l'exception de Charpentier, tous les musiciens étaient en service à la cour de Versailles. 
On s'aperçoit que l'usage liturgique de cette pièce était déjà revalorisé au XVIIIe siècle. En effet, il était précisé que, concernant les œuvres de Lalande et de Clérambault, le motet Panis angelicus était réservé à la célébration du Saint-Sacrement. À vrai dire, il est possible que le motet O salutaris Hostia fût préféré, à la chapelle royale, à celui de Panis angelicus. Une part, l'usage d'O salutaris peut remonter au règne de Louis XII. D'autre part, une strophe y était ajoutée au XVIIe siècle, avec le mot serva lilium (conserve lys). Le lys était tout à fait le symbole de la monarchie française. Pour la messe des défunts, le motet de l'élévation demeurait le Pie Jesu, d'après le rite parisien.

### Œuvre liturgique au XIXe siècle

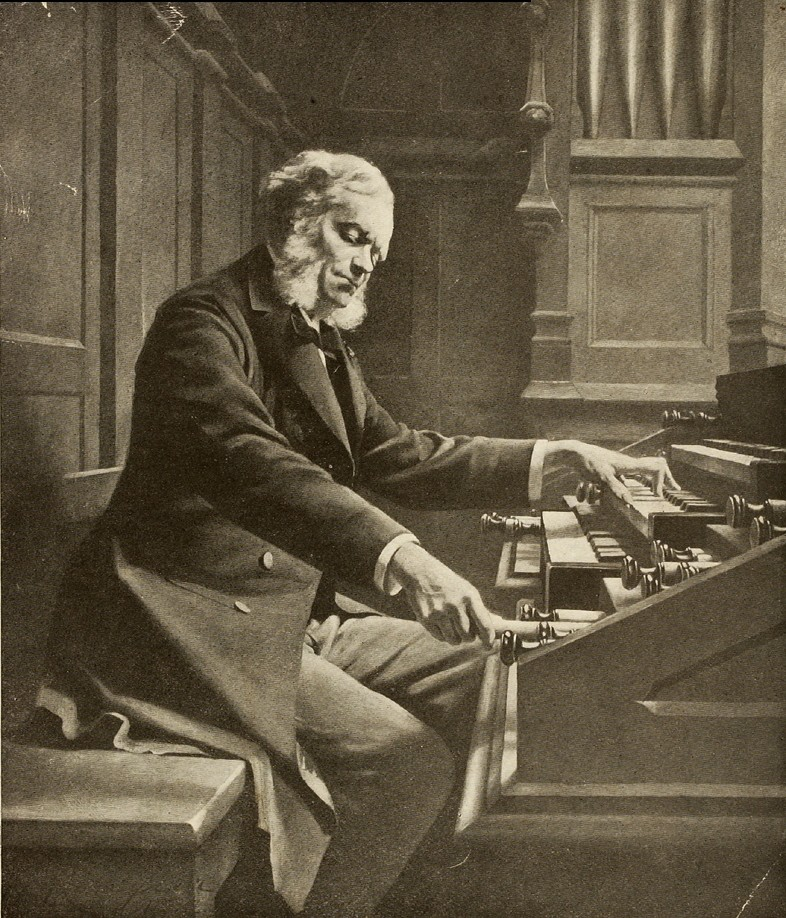
César Franck en service à la Sainte-Clotilde.

En France, le XIXe siècle aussi s'illustrait, dans le contexte liturgique catholique, de la composition de nombreux petits motets. Par exemple, avant que Gabriel Fauré ne lui succède en 1877, Théodore Dubois en composa 34, dont 3 Panis angelicus, en faveur de l'église de la Madeleine à laquelle il était maître de chœur. La plupart de ces motets furent écrits dans la deuxième moitié de ce siècle.
Ces motets étaient composés, très souvent, avec l'accompagnement d'orgue, en faveur de l'usage dans la liturgie. Il est normal que les compositeurs fussent, sur de principaux cas, des organistes, tels Camille Saint-Saëns, Théodore Dubois, Samuel Rousseau. Il faut remarquer qu'à l'origine, César Franck aussi créa son œuvre en qualité de cette fonction à la basilique Sainte-Clotilde de Paris. De nombreux motets Panis angelicus furent écrits par des musiciens français et espagnols moins connus, mais, de même, en tant qu'œuvres liturgiques.
Par ailleurs, à cette époque-là, le motet Panis angelicus était pareillement chanté au Vatican, à la basilique Saint-Pierre. Giuseppe Janacconi († 1816), qui en composa deux, était maître de la Cappella Giulia. L'œuvre de Giuseppe Baini († 1844) fut publiée plusieurs fois à partir du XIXe siècle. Quant à Baini, il était directeur du chœur de la chapelle Sixtine.

### Réforme liturgique de Pie X
En 1903, à peine élu, le nouveau pape Pie X fit inaugurer une immense reforme liturgique, afin d'éliminer la musique théâtrale au sein de l'Église. À la fête de sainte Cécile, il dénonça son motu proprio Inter pastoralis officii sollicitudines. Il s'agissait d'une centralisation de la liturgie catholique, jamais connue à l'exception de la reforme de Charlemagne. Tous les privilèges de la liturgie locale furent supprimés en faveur de l'Édition Vaticane. 
À vrai dire, ce motu proprio était, pour les compositeurs, ambigu. En effet, une part, l'article III-8 admettait un motet facultatif, connaissant la tradition, après le Benedictus ou après le chant d'offertoire. Le motet Panis angelicus était désormais tout à fait légitime, dans toutes les églises catholiques, d'après ce motu proprio. 
D'autre part, pour les compositeurs contemporains, cette reforme n'était pas nécessairement favorable. Ce pape, qui était spécialiste de la musique sacrée, savait bien que le grégorien et la polyphonie étaient les deux premiers sommets de la musique occidentale. Certes, saint Pie X aussi recommandait la composition de nouvelles œuvres. Cependant, dans cette reforme, elles restaient secondaires. À cette époque-là, les musiciens s'occupaient surtout sur l'accompagnement d'orgue pour le chant grégorien. (L'œuvre Panis angelicus d'Amédée Gastoué fut sortie dans ce contexte. Consulteur de Pie X pour l'Édition Vaticane (nommé en avril 1904), il fit une harmonisation pour une mélodie.) La composition de petits motets n'était plus florissante.   
Pourtant, il n'y avait aucun obstacle pour la publication de Panis angelicus, en tant que motet de l'élévation. Ainsi, on put publier à nouveau la Messe à trois voix de Franck, y compris Panis angelicus, en 1909 chez Bornemann. Cette fois-ci, il s'agissait d'une version révisée pour l'orchestre.
Et l'ascension de l'œuvre de Franck commença. Déjà en 1906, un disque enregistré à Milan avait été sorti, avec l'exécution du baryton Ferruccio Corradetti, qui était accompagnée de violon et d'orgue [écouter en ligne].

### Après le concile Vatican II
Après 60 ans environ de l'usage de l'Édition Vaticane, fut tenue une autre réforme liturgique selon le concile Vatican II. Malgré la volonté du concile de conserver le latin comme langue liturgique et le chant grégorien comme accompagnement, tout en permettant l'insertion de passages en langue vernaculaire, l'Église abandonna en grande majorité la langue latine, pour ne laisser pratiquement plus que de la langue vernaculaire. À la suite de ce bouleversement, la plupart des pièces liturgiques de Panis angelicus tombèrent dans l'oubli, faute de célébration en latin.  
Au contraire, et assez paradoxalement, l'œuvre de César Franck est toujours exécutée auprès tant de la liturgie (, Pâques de 2014, King's College, Cambridge) que du concert (, janvier 2007, Slane Castle). On compte, de même, de nombreux enregistrements de qualité, tels ceux de Luciano Pavarotti, de Charlotte Church, de Josh Groban, d'Andrea Bocelli, quel que soit le genre que ces musiciens pratiquent. Avec cette immense popularité, on peut considérer qu'il s'agit d'une petite œuvre monumentale. Aujourd'hui, Benjamin François présume que l'œuvre est capable de représenter l'un de 100 chefs-d'œuvre de la musique classique. 
Si, de nos jours, la composition de ce texte devint rare, Pierre Villette écrivit en 1995 une pièce liturgique. L'œuvre de Domenico Bartolucci (créé cardinal en 2010) fut publiée en 2008.

## Mise en musique

### À la Renaissance
- Gaspar van Weerbeke (1445? - † 1517?) : motet à 4 voix dans le recueil Motetti de Passione, de Cruce, de Sacramento, de beata Virgine et buiusmodi B, folios 41v - 42r (publication le 10 mai 1503)[17] [partition en ligne] [manuscrit en ligne]
- Carlo G.... (15.. - † 16..) : motet à 2 voix et d'orgue, précédé d'une toccata (entre 1600 et 1620), folios 145r - 146v [facsimile d'une partie]
- João Lourenço Rebelo (1610 - † 1665) : motet à 7 voix (publication vers 1980)[18]

### Sous l'Ancien Régime
- Henry Du Mont (1610 - † 1684) : 
  - motet pour voix seule et ensemble instrumental, publié dans ses Cantica sacra (1652)[19]
  - motet pour 4 voix et basse continue, publié dans le même recueil O3/i (1652)[20] [partition en ligne dans le site Schola Sainte-Cécile]
  - motet pour voix seule, violon ad libitum et basse continue (1668)[21]
  - motet de 2 à 4 voix, avec basse continue et instruments non spécifiés (1681)[22] [partition en ligne]
- Marc-Antoine Charpentier (1643 - † 1704) : motet pour l'élévation H243 (1679)[23]
- Michel-Richard de Lalande (1657 - † 1726) : motet pour le Saint-Sacrement ; à 2 voix et accompagné de dessus de viole et de basse continue S91 (publication 1735)[24]
- Charles-Hubert Gervais (1671 - † 1744) : pièce pour l'élévation en ré mineur ; à voix seul, accompagnée de flûte ou de violon ChG 80 (1722)[25]
- Louis-Nicolas Clérambault (1676 - † 1749) : motet du Saint-Sacrement pour 3 voix, instrument et basse continue, do mineur C131 (publication 1745)[26]

### Musique classique
- Giovanni Biordi (1691 - † 1748) : motet[27]
- Claudio Casciolini (1697 - † 1760) : hymne à 4 voix (17.., publication 1900, 1920, 1923)[28]
- Pietro Guglielmi (1728 - † 1804) : motet pour contralto et orgue ou basse continue[29]
- François Giroust (1737 - † 1799) : œuvre à 4 voix accompagnée d'instruments[30]
- Giuseppe Janacconi (1740 ou 1741 - † 1816) : 2 œuvres pour le chœur de la Cappella Giulia[31]
  - motet pour 2 basses et orgue
  - motet pour soprano, contralto, basse et orgue
- Niccolò Antonio Zingarelli (1752 - † 1837) : chœur à 4 voix et orchestre ; pour la communion de la messe du Jeudi Saint (1836)[32]
- Giuseppe Baini (1778 - † 1844) : motet à 3 voix (publication posthume vers 1970[33], 1984[34])
- Louis Lambillotte (1797 - † 1855) : œuvre à 3 voix, avec orgue, pour la fête du Sacré-Cœur (publication posthume)[35]
- Hilarión Eslava (1807 - † 1878) : motet à 4 voix, op. 147 n° 5[36] [partition en ligne]
- Constant Sieg (1807? - † 1891?) : cantique au Saint-Sacrament pour deux voix égales et orgue, op. 78 (publication 1886)[37]
- Théodore Nisard (1812 - † 1888) : trio pour soprano, ténor et bariton accompagné d'orgue ; pièce dédiée au prêtre-musicologue Wulfran Moreau (1861)[38]
- Edmond Membrée (1820 - † 1882) : duo pour soprano et contralto avec orgue (1879)[39] [partition en ligne]
- César Franck (1822 - † 1890) : motet d'élévation, ajouté dans la Messe à 3 voix de 1860 ; op. 12, CFF209 ou FWV61, n° 5 (1872)[40] [partition en ligne (1880)]
- Camille Saint-Saëns (1835 - † 1921) : pour soprano ou ténor et orgue ou cordes (1898)[41]
- Théodore Dubois (1837 - † 1924) : 3 Panis angelicus pour l'église de la Madeleine où il était en fonction 
  - motet pour mezzo-soprano, choœur à 4 voix et ensemble instrumental (1873),Paris, Heugel, "Au ménestrel". [partition en ligne]
  - motet pour ténor et orchestre, en ré majeur (1893)Paris, Heugel, "Au ménestrel"[42].
  - motet pour mezzo-soprano, chœur à 4 voix ad libitum et orgue  ; dédié à César Franck (1893), Paris, Heugel, "Au ménestrel"[43].
- Louis-Lazare Perruchot (1852 - † 1930) : œuvre pour chant et orgue (publication posthume 1936)[44]
- Samuel Rousseau (1853 - † 1904) : pièce en sol majeur pour mezzo-soprano ou baryton et orgue (1893)[45]
- Mel Bonis (1858 - † 1937) : pour 2 voix et orgue (publication 1930)[46]
- Marie-Joseph Erb (1858 - † 1944) : motet à 4 voix et orgue (1938)[47]
- André Caplet (1878 - † 1925) : pour voix et orgue (21 juin 1919)[48]
- Joseph Franck (18.. - † 1937) : œuvre pour mezzo-soprano (1867)[49]

### Œuvre contemporaine
- Léonce de Saint-Martin (1886 - † 1954) : motet pour ténor, chœur à 4 voix et orgue op. 27 (1940)[50]
- Heitor Villa-Lobos (1887 - † 1959) : motet pour chœur à 4 voix (1950)[51]
- Joseph Noyon (1888 - † 1962) : motet pour voix et orgue (publication 1954)[52]
- Arthur Honegger (1892 - † 1955) : pièce pour la première communion de sa fille Pascale (née en 1932) H169 (1943, publication 1989)[53]
- Domenico Bartolucci (1917 - † 2013) : pièce à 4 voix ; partition publiée dans la série The sound of Roman basilicas choral series (2008)[54]
- Pierre Villette (1926 - † 1998) : motet pour chœur à 4 voix, op. 80 (1995)[55]